# Myhkyri (ö i Ule träsk)
Myhkyri är en ö i Finland. Den ligger i sjön Ule träsk och i kommunen Vaala i den ekonomiska regionen  Oulunkaari  och landskapet Norra Österbotten, i den centrala delen av landet, 500 km norr om huvudstaden Helsingfors. Öns area är 1 hektar och dess största längd är 140 meter i sydväst-nordöstlig riktning.